# Cheval au Panama
Le cheval (espagnol : caballo) arrive au Panama avec les troupes des conquistadors à partir de 1509, en particulier celles de Francisco Pizarro. Des élevages de chevaux s'implantent dans un premier temps dans le Darién, puis autour de la ville de Panama, avec une croissance régulière du cheptel. Le Panama élève désormais plus de 100 000 chevaux, en 2017.
Les chevaux du Panama n'ont pas de race clairement définie, se révélant proches de ceux de toute l'Amérique centrale, en particulier du Costa Rica. Le climat tropical entraîne la présence de maladies équines spécifiques, en particulier l'encéphalite équine transmise par les moustiques, dans un environnement réputé difficile pour les chevaux.

## Histoire

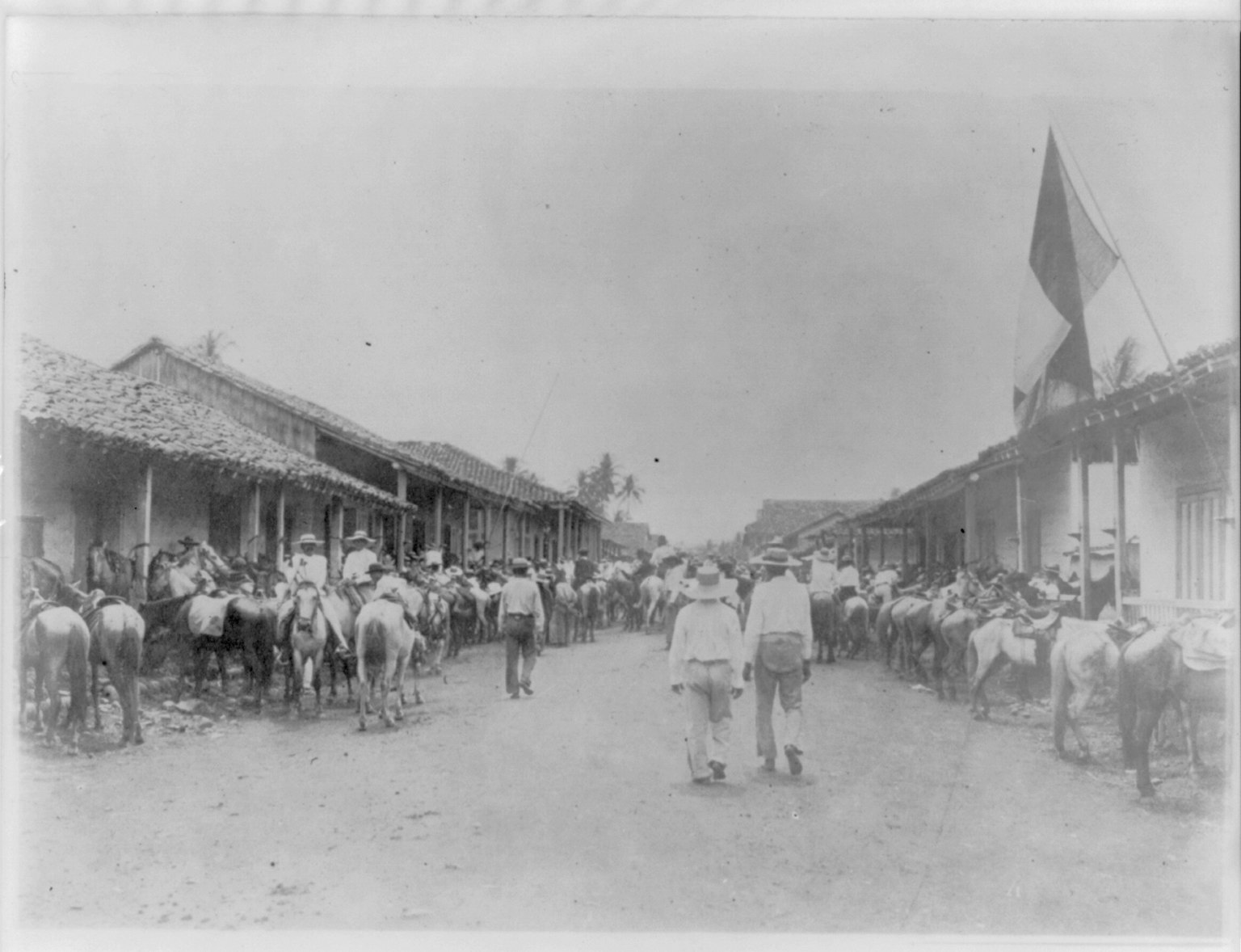
La ville de Panama en 1912.

Des fossiles de chevaux sauvages datant de la Préhistoire ont été retrouvés sur tout le continent américain. Les fossiles retrouvés au Panama représentent deux taxons distincts de chevaux à trois doigts autrement connus du Miocène moyen en Amérique du Nord, Archaeohippus (en) sp. et le plus grand Anchitherium clarencei, dans un habitat majoritairement forestier,. Le cheval disparaît environ 10 000 ans av. J.C., peut-être sous la pression de la chasse des populations humaines. 
L'espèce est réintroduite par des explorateurs et des colons européens sous sa forme domestique, au XVe siècle.

### Premières arrivées

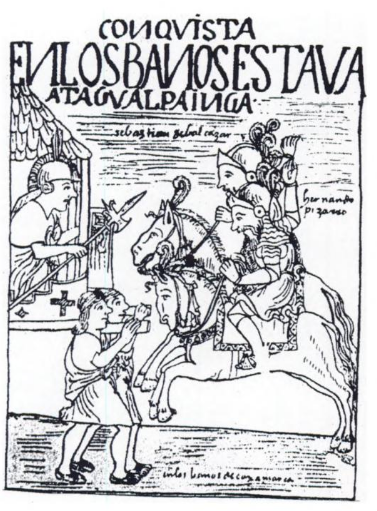
Francisco Pizarro et Sebastián de Belalcázar sur leurs montures, d'après un ouvrage de 1613.

L'Amérique centrale, au sens de la côte est de l'isthme, est le premier lieu non-insulaire par lequel le cheval importé par les Espagnols arrive dans les Amériques, après son acclimatation aux Antilles,. Il est débarqué par la Castille d'Or, dans un premier temps au niveau du delta du Río Atrato par Alonso de Ojeda et Diego de Nicuesa en 1509, puis ailleurs sur la côte du Panama vers 1514. Le cheval est alors présent dans l'Isthme de Panama, avec les troupes des conquistadors. Le cheval est élevé dans le Darién avant même l'arrivée d'Hernán Cortés à Mexico-Tenochtitlan.
En 1519, Francisco Pizarro déplace la capitale de la nouvelle colonie de la région du Darién jusqu'à Panama. En 1531, il revient à Panama et prépare sa seconde campagne contre les Incas,. Il parvient à s'y procurer quelques chevaux, bien que l'espèce y soit encore très rare et chère à l'achat,. Ses propres élevages créés en 1514, et d'autres élevages, lui permettent de trouver 36 chevaux. Ces élevages sont vraisemblablement situés du côté du Golfe d'Urabá, très probablement à Santa María la Antigua del Darién (actuelle Colombie, proche de la frontière du Panama).
Les troupes rassemblées par Pizarro à Panama en janvier 1531 comptent finalement 27 chevaux. Durant sa conquête de l'empire inca, Pizarro reçoit les renforts de 87 chevaux acquis à Panama et au Nicaragua.

### Généralisation de l'élevage
Entre le XVIe siècle et le XIXe siècle, selon Omar Jaén Suárez, le cheptel tant de chevaux que du bétail augmente continuellement au Panama.
Armand Reclus décrit les chevaux locaux dans le cadre de la tentative de construction française du canal de Panama. Il les décrit comme très petits et mal conformés, mais admirablement résistants à la fatigue, capables de marcher cinq ou six jours de suite pendant dix-huit heures sur des chemins escarpés. James B. Kayser un voyageur américain, décrit les chevaux du Panana en 1873 comme étant très bons, avec de nombreux étalons fins et gracieux. Ces chevaux maîtrisent une allure supplémentaire apparentée à l'amble, le paso de camino (pas de chemin).
Cependant, d'après le zoologue Angel Cabrera, qui s'exprime en 1945, le Panama est, à cette époque, le pays d'Amérique centrale qui dispose du plus faible nombre de chevaux au kilomètre carré, ce qu'il explique par une topographie inappropriée à son élevage. L'élevage de ces animaux, qui sont de petite taille, est présent surtout à Bocas del Toro, Chepo, Chagres et dans le Bayano. Le mode d'élevage est semi-sauvage, leurs propriétaires allant chercher un cheval en cas de besoin ou bien pour le vendre. 
En 1961, sur la base des données de la FAO, la population chevaline du Panama est estimée à 160 067 têtes.

## Pratiques et usages

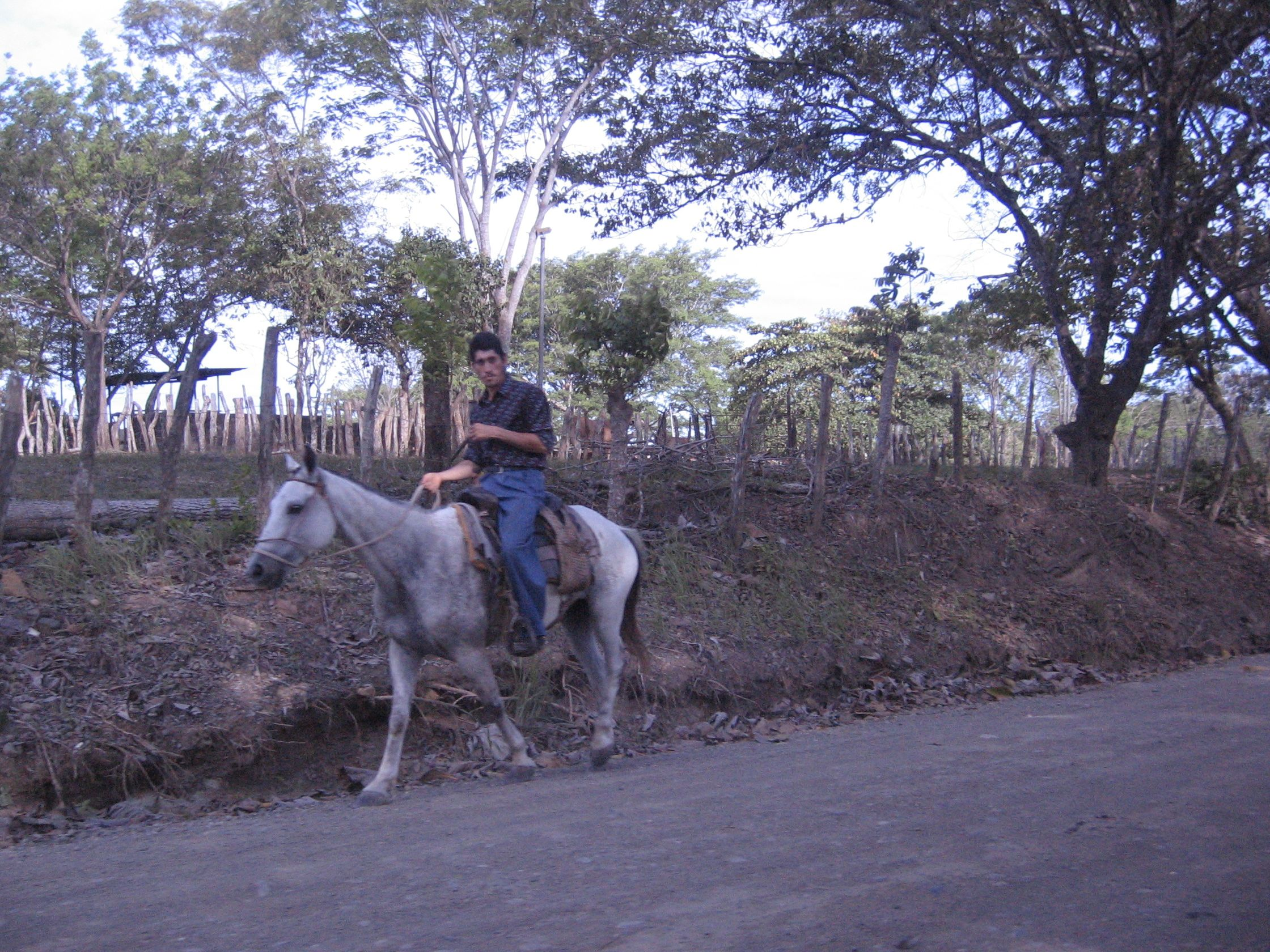
Cavalier à Puerto Armuelles.

En 1945, le cheval est utilisé comme animal de selle, de bât ou d'attelage dans les régions de savanes du Panama.
Dans ses fonctions d'animal de bât, il porte sur son dos des chargements de bananes, de noix de coco ou d'ananas depuis les lieux de production jusqu'au port d'exportation. 
Dans ses fonctions d'animal de selle, il est monté par les cow-boys locaux dans le cadre de leur travail, souvent à l'amble et durant des heures sans montrer de signes de fatigue. 
Dans ses fonctions d'animal d'attelage, le cheval tracte des charrettes légères à quatre roues, dans les villages. 
Les troupes nord-américaines postées au Panama dans les années 1940 recourent aux chevaux locaux, en raison de leur sobriété, de leur résistance aux maladies qu'induisent le climat tropical, et de l'adaptation de leur pied aux sols marécageux.

## Élevage

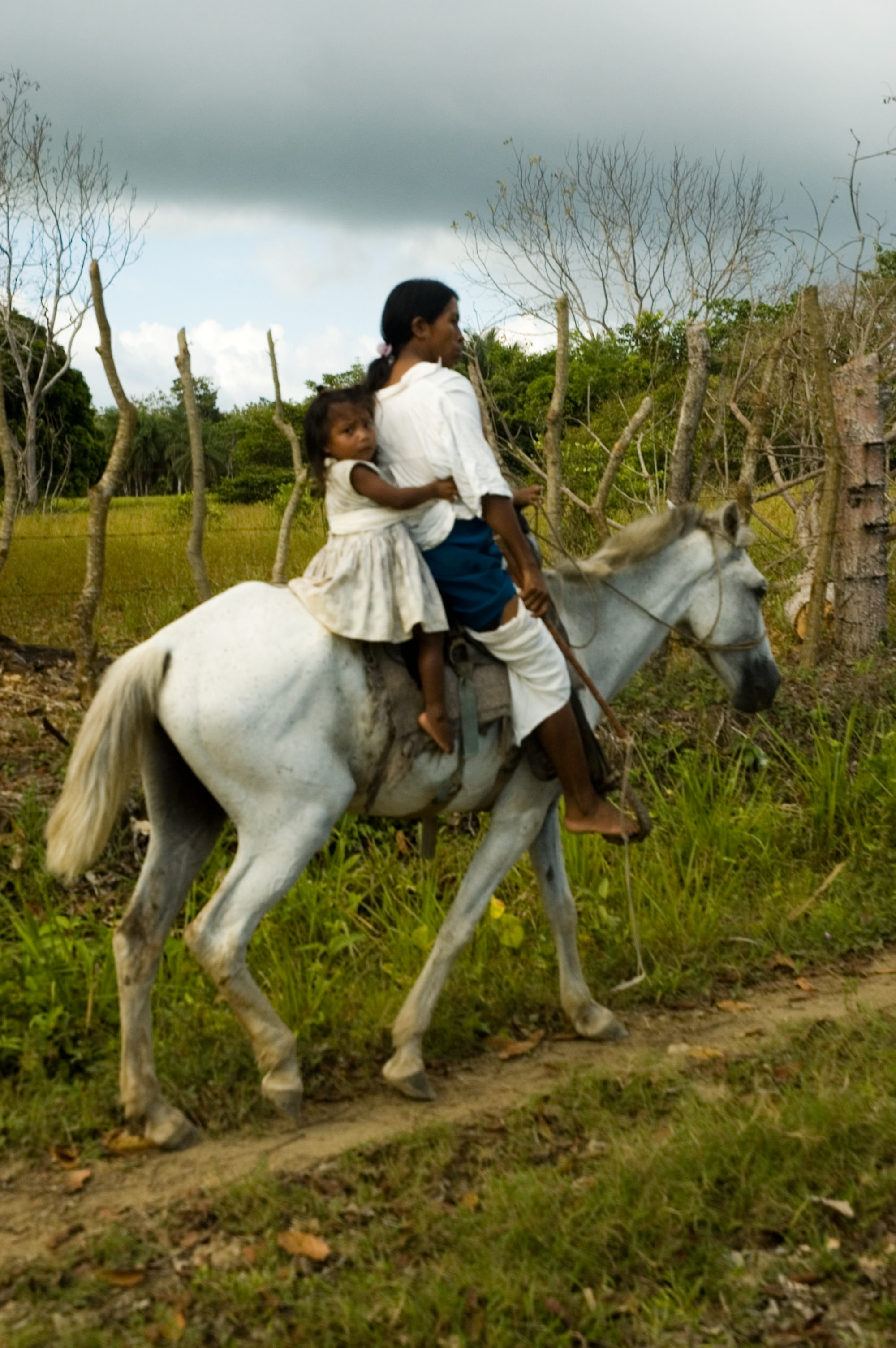
Déplacement monté d'une mère et de sa fille, vers Punta Burica.

En 2017, dans l'ouvrage Equine Science, la population chevaline du Panama est estimée à 188 333 têtes, ce qui représente 0,32 % de la population chevaline mondiale.
L'ouvrage de Chris J. Mortensen indique un cheptel de 116 000 têtes en 2014.

### Races élevées
Le zoologue Ángel Cabrera souligne (en 1945) une « homogénéïté dans le genre, qui pousse à admettre une race centre-américaine unique », dans la mesure où tous partagent la même origine ibérique, via les Antilles. Il estime ainsi qu'il n'est pas possible de distinguer les chevaux du Costa Rica de ceux du Panama. 
La base de données DAD-IS n'indique la présence d'aucune race de chevaux particulière au Panama.

### Maladies et parasitisme
Les maladies transmises par les moustiques sont omniprésentes dans les régions néotropicales. La présence des moustiques pose un problème considérable tant aux humains qu'aux chevaux , entre autres dans la région du canal de Panama.
À la fin du mois de juin 1973, éclate une petite épidémie d'encéphalite équine au Panama, causée par le virus de l'encéphalite équine de l'Est. Elle touche au moins 100 chevaux et en tue une quarantaine. Aucune preuve sérologique d'infection n'a pu être trouvée, mais quatre isolats du virus ont été retrouvés, dont l'un chez un petit groupe de moustiques de l'espèce Culex taeniopus. Ces isolats du virus sont des souches sud-américaines. Des collectes effectuées pendant et après une autre épidémie d'encéphalite virale équine, survenue en mai et en juin 2010, permet d'identifier la source de 338 repas sanguins de 10 espèces de moustiques d'Aruza Abajo, dans la province de Darien, confirmant l'hypothèse que lorsque les grands animaux domestiques dominent la biomasse locale, de nombreuses espèces de moustiques montrent peu de spécificité d'hôte.
La piroplasmose équine est très commune au Panama. Une trypanosomiase équine spécifique à l'isthme de Panama, caractérisée par une fébrilité et une fièvre, est connue sous le nom de « murrina » ou « derrengadera ».
Les équidés panaméens peuvent être parasités par diverses espèces de nématodes. Des ectoparasites Rickettsia spp. ont été étudiés dans El Valle de Antón en 2011, 65 % des chevaux locaux étant séroactifs à la fièvre qu'ils provoquent. Les tiques de l'est du Panama ont révélé la présence d'ADN de Rickettsia amblyommii et de l'ADN d′Ehrlichia chaffensis chez des espèces parasites des chevaux. Les rickettsioses sont connues au Panama depuis les années 1950, et peuvent être transmises à l'être humain via les tiques parasitant les chevaux. Rickettsia amblyommii est isolée pour la première fois sur un cheval panamien en 2021.